# 헤케 지표
대수적 수론에서 헤케 지표(영어: Hecke character) 또는 그뢰센카락터(독일어: Größencharakter)는 디리클레 지표를 일반화한 지표이다. 이를 사용하여 디리클레 L-함수보다 더 일반적인 L-함수를 정의할 수 있다.

## 정의
대역체 {\displaystyle K}에 대한 헤케 지표는 그 이델류군 {\displaystyle I(K)/K^{\times }}로부터 U(1)으로 가는 군 준동형
{\displaystyle \chi \colon I(K)/K^{\times }\to U(1)}
이다.

## 헤케 L함수
헤케 지표 {\displaystyle \phi }에 대응하는 헤케 L함수(영어: Hecke L-function)는 다음과 같다.
{\displaystyle L(s,\chi )=\sum _{(I,m)=1}\chi (I)N(I)^{-s}}
여기서
- {\displaystyle \sum _{(I,m)=1}}은 헤케 지표의 모듈러스 {\displaystyle m}에 대하여 서로소인 아이디얼 {\displaystyle I}에 대한 합이다.
- {\displaystyle N(I)}는 아이디얼 노름이다.

에리히 헤케는 헤케 L함수가 함수방정식(functional equation)을 만족시킴을 증명하였다.

## 참고 문헌
- Husemöller, Dale (2004). 《Elliptic Curves》. Graduate Texts in Mathematics (영어) 111 2판. New York: Springer. doi:10.1007/b97292. ISBN 978-0-387-95490-5. Zbl 1040.11043.